# Puzyna

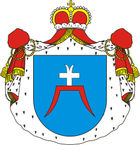
Das Wappen Brama der Puzyna

Puzyna ist der Name eines polnisch-litauischen Hochadelsgeschlechtes ruthenischer Herkunft.
Die Puzyna sollen Nachfahren der Fürsten von Smolensk sein. Das Geschlecht stieg im 17. und 18. Jahrhundert zu einem einflussreichen und reichen Magnatengeschlecht auf. So erwarben die Puzyna den Palast Słuszków. Die Puszynas besaßen Ämter wie das eines Bischofs, des Starost oder eines Sekretärs von Litauen. 1823 erlangen die Puzynas durch die Einwilligung des polnischen Senats den Titel Fürst. Dies wurde 1824 im Königreich Polen bestätigt. Außerdem wurden die Puzynas am 17. Mai und am 6. Juni 1910 sowie am 3. Mai und 6. September 1915 in Russland autorisiert, den Titel „Fürst“ zu führen.

## Namensträger
- Julian Puzyna, Großgrundbesitzer
- Józef Dominik Puzyna, Bischof
- Józef Puzyna (1856–1919), Mathematiker
- Jan Puzyna de Kosielsko, Erzbischof von Gnesen und Kardinal